# 香澄りょう
香澄りょう（かすみ りょう）は、日本の女性声優。主にアダルトゲームに声をあてている。

## 出演作品

### ゲーム

#### 2005年
- Natural Another One 2nd -Belladonna-（八重草静花）

#### 2006年
- PP -ピアニッシモ- 操リ人形ノ輪舞（※配役不明） ※ ビジュアルノベル
- MOZU（稚谷紫子）
- Swindle（三原菜草）

#### 2007年
- すくぅ〜る・らぶっ!2 〜恋するパフェちっく〜（藤原美空）
- SHOGUN8（柳生銃兵衛、さより）
- めいくるッ!（空渡 瑠璃）
- ふたなりクリニック 〜カルテ#1:御堂春日〜（芝浦冬実）
- 今ふたなりクリニック 〜カルテ#2:佐渡夏樹〜（芝浦冬実）
- ネトラレヅマ 第二夜 篠崎さくら（篠崎さくら）
- 幸福の食卓 〜しあわせのはね〜（清水 桜）
- 虜ノ姫 〜淫魔の調律〜（エレノア）
- ソルティアンジュ魔法倶楽部（久遠寺一葉）
- お嬢様の為に鐘は鳴る（疾瀬 凜）[1]
- せーえき瞬間っ!移動?! 〜遠隔操作魔法で、いつでもどこでも膣内射精!〜（神保まりあ、黒谷月琴）
- はるかぜどりに、とまりぎを。（その他）
- らくてん 〜この世の楽園?あの世の天国!?〜（湊 文音）
- ティルアぱにっく（桜下乙女）
- 萌え萌え2次大戦（レント）

#### 2008年
- Maria 天使のキスと悪魔の花嫁（リフェル）
- 夏神（岩槻小姫）
- デュアルフェーズ 〜双拡樓《ア●ルもヴァ●ナも拡がっちゃいました》（望美）
- 穢された巫女装束 〜中出し豊穣白濁祭（神門織江）
- 熟妻闘士クラウディア 恥辱の輪姦強制●内射精（クラウディア）
- 釣りバカ 〜学園対抗!女子校生釣り上げアドベンチャー〜（鰆楽翠歩）
- 鋼炎のソレイユ -ChaosRegion-（野一色一葉）
- カラフルウィッシュ 〜12コのマジ★キュン!〜（ありす）
- BIFRONTE 〜公界島奇譚〜（稲葉 彰）
- 調教淫辱姫シルウィア 〜魔獣性奴隷の烙印（パラートゥア）
- 放課後の姉 〜白濁輪姦陵辱の罠に陥ちた雨宮真名（雨宮真名）
- プリンセスラバー!（飼い主）
- 彷徨う魂に安らぎの刻を（土御門 零）
- 殻ノ少女（西園 唯、山ノ内小春）
- 霞外籠逗留記（司書）
- 家庭教師は魔女先生! 〜個人授業はエッチ重視で〜（敦子）
- 格闘姫レイア 〜恥辱のアリーナ〜（エアリース）※同人
- インチキ霊媒師（女）
- 姦淫特急 満潮（九条時子）
- プリンセス・ボディ 〜寝取られた王女の孕ませ痴情（アリン）※同人
- AliveZ（その他）
- おさわり痴漢列車（杉田祐璃）
- 萌え萌え2次大戦（略）☆デラックス（レント）
- さかあがりハリケーン 〜LET'S PILE UP OUR SCHOOL!〜（綾瀬夏美、風紀委員、女子生徒A）
- 恋の恋 〜れんのこい〜（新城礼美）
- 闘神都市III（マルデ・カテナイ、のぞみ）
- かすたむ☆しすたぁ -おれちんのいいなり-（神城天音）
- 薔薇姫綺譚（ブランシュ）※同人

#### 2009年
- プリンプリンしぇーく!（姫）※同人
- トキノ戦華（伊勢谷桔梗）
- 恋の恋 Others（新城礼美）
- 処女姦 初体験を陵辱された乙女たち（須藤栞）
- すくぅ〜るメイト Sweets!（緋村亜樹）
- ばにしゅ! 〜おっぱいの消えた王国〜（女魔術師C）
- さらさらささら（葛城紫帆）
- 水スペ 川野口ノブ探検隊 これが秘境だ!人跡未踏!立ちふさがる商店街!八鏡大学に画された地球最大の謎を追え!!（井之頭 円、美輪居 高子）
- もしもこんなショッピングモールがあったら!? いきます☆（柏原美由紀、海原千夏、香坂美奈代）
- ワルキューレ調教・ザーメンタンクの戦乙女10人姉妹 〜精子を欲する女神の子宮〜（ゲルヒルデ）
- 踏みにじられた純潔乙女の華園 〜はなつみびと落花（竜胆沙織）
- 灰色の空に堕ちた翼（ピティ）
- Alter Ego（柊 静琉）
- 詩篇II 〜再誕のカタストロフ〜（ブランシュ・ルクレール、リルフィニア・ハイドパイル）
- 名門女子校生ヤリ棄て痴漢電車（白砂かおる）
- 令嬢の監獄（鷹栖 小夜子）[2]
- 碧眼の双騎士フェリルとリリカ（フェリル・ランページ）
- ANGEL NAVIGATE（四月一日 麗）
- 鬼孕の学園 〜スク水少女異種姦凌辱劇〜（相摩 凛）※同人
- ジェイルブレイク（片桐 零）
- このままじゃ、姉とSEXしてしまう!? -あれ、弟よ、いま中でださなかった?-（春日すみれ、奈々瀬 椎）
- 淫触の魔法少女テンタクル!（日向茉里）
- 出撃!! 乙女たちの戦場〜闇を切り裂く、にび色の徹甲弾〜（米内 忍）

#### 2010年
- 孕ノ胤（松館 椿）
- サド姉さんのエッチなおもちゃにされる僕。「そんなにされたらまた……射精ちゃうっ!」（弥生）
- Mの女王様（皆川いつき）
- 戦極姫2 〜戦乱の世、群雄嵐の如く〜（高橋紹運、前田利家、斉藤道三）
- ふくびき!トライアングル（東雲望海）
- ノーブレスオブリージュ（高円寺涼風（黒服Ａ））
- 最強御主人様! -Mighty My Master-（レオナ）
- 筆おろし先生（遠藤紗江）
- 乙女たちの姉妹領域 〜お姉さまに弄ばれたい澤田由紀の秘蜜（澤田由紀）
- 魔ヲ受胎セシ処女ノ苦悦2（轡 真夜）
- おとこの娘はおんなの娘が好き（栗栖有紀）
- 狂化実験2〜ツンとしたメイド娘が淫乳化するに至るあらまし〜（真田柚香、クローン）
- げきたま! 〜青陵学園演劇部〜（柄原 由理奈）
- 学園3 〜華麗なる悦辱〜（鳳 美鈴）
- HOUND -獣欲の買収者-（女C）
- ボクカノ2 〜幼馴染に先輩に、迷えるオトコの三角関係（大沢潤）
- LILITH-IZM05 〜大量射精編〜（トウコ・フォン・メッサーシュミット）[3]
- 万引き、ダメ。絶対!! 〜清楚な万引き女子・クラス全員2本挿し!ダブルω計画〜（陸奥優希、庵原西子、華頂詩麻）
- 超限勇希ムゲンフィニティ（葉賀音こころ）[4]
- ObsceneGuild -片翼の堕天使-（セセリ・マカドミア）
- 肉獄のヘミ 〜触髪と子宮蟲の快楽に堕ちたバウンティハンターレビアンナの運命について（ラニア）
- 寝っ取り爆乳ママ・唯華 〜息子の独占性欲にされるがママ〜（唯華）
- 狂化実験3 〜狂った亡霊のアクメ遺伝子女体改造・最終章〜（真田柚香）
- VenusuBlood -EMPIRE-（アリアンロッド）
- 黄昏のエレジーア -Divus Rabies Zero-（エレンシア＝グラン＝ディアスタン）
- 先パイ・乙パイ・過去に戻りパイ〜あの日あの時、SEXしておけば良かった〜（岡本 摩耶、エクレア）
- しゃーまんず・さんくちゅあり -巫女の聖域-（四條綾音）[5]
- 触手ハンターののか〜モンスターの拘束攻撃で植卵着床の危機!〜（ののか）
- プリンセス・ハンティング 〜魔王様の収穫祭〜（カニス・キー）[6]
- 豚姫様（イレーナ）※同人
- 三極姫〜乱世、天下三分の計〜（鳳徳令明、太史慈子義）

#### 2011年
- 操心術0（星月 晶、栗橋和音、水原椎葉、大泊小萩、堀井あやめ）
- 雀極姫（高橋紹運、石川五右衛門）
- アルテミスブルー（その他）
- 巨乳ファンタジー外伝（アフロディア）
- 蒼穹のソレイユ 〜FULLMETAL EYES〜（叢雲"深紅"朝陽）
- 肉獄のヘミ 女たちを飲み込んだ淫蟲獄の無様な最後について（ラニア）
- とらぶる@すぱいらる!（早乙女凛子）
- 夜姦診療カルテ2 〜爆乳ナース史江〜（倉敷史江）
- 夜姦診療カルテ2 〜裏モード〜（倉敷史江）
- 夜姦診療カルテ2 〜ナース特別調教〜（倉敷史江）[7]
- 大帝国（シュウ皇帝）
- へんし〜ん!!! 〜パンツになってクンクンペロペロ〜（中田紫月、掛川優梨）
- 戦極姫3〜天下を切り裂く光と影〜（織田信長、高橋紹運）
- アネイロ（鷲見 さやか）
- はらハラしちゃう! 〜親にはナイショの子作り性活〜 ―朝霧姉妹編―（甘原 出雲）
- 都合のよいセックスフレンド?（遠藤 真希子）[8]
- ワルキューレロマンツェ 少女騎士物語（その他）
- 鬼斬丸 〜胡蝶乱舞 退魔居淫伝〜（胡蝶）
- 花散峪山人考（瀬川京香）[9]
- 無限煉姦 〜恥辱にまみれし不死姫の輪舞〜（マリー）[10]
- 白濁の蒼きエレナ〜射精したら封印が解けるなんてむしろご褒美です〜（エレンシア）[11]
- 恋するコトと見つけたり!（鈴瀬五歌）[12]
- SwindleHD（三原菜草）
- Princess Evangile 〜プリンセス エヴァンジール〜（妙義 摩理香）[13]
- ぬっぷぬぷ母娘♥みっくす! 〜ダブル母娘とラブラブペンション性活〜（潮崎涼夏）[14]
- 魔王姫狩り エリナール姫強引乱交肉祭り（カニス・キー）[15]
- 裏教師 〜背徳の淫悦授業〜（牧野 貴子）[16]
- Let's 快盗! ヌすみ系!? 〜あの子のハートの盗み方、教えます♪〜（峰山 風子）[17]
- カスタムレイドV PLUS（おっとり穏やか）[18]
- マドンナ 〜完熟ボディCollection〜（沢口 やちよ、鬼怒川 淑子[19]）
- プリンセス☆ストライク!（エリス・ラスコヴァン）[20]

#### 2012年
- 烙印姫ルーンドプリンセス（カルミナ=クロウ）[21]
- 団地妻となう。（大和田 晶）[22]
- 恋めくりクローバー（新名 あやみ）[23]
- 俺の彼女のウラオモテ（天原 静音）[24]
- Angel Guard（レイナ・イズミ）[25]
- 死神のテスタメント　担当キャラクター非公開
- デモニオン〜魔王の地下要塞〜（ネージュ=オウルアイズ）[26]
- 決戦!乙女たちの戦場3〜電撃作戦!戦果はエースの名のもとに〜（氷室繭巳）[27]
- 魔法の歌姫クレシェンド・メロディ 〜ステージに響く淫声〜（綾ノ瀬ひろみ）※同人
- 真・蟻地獄（市塚 凛子）[28]
- ×××な彼女が田舎生活を満喫するヒミツの方法（坂崎美鈴）
- 格闘姫レイア〜恥辱のアリーナ〜（エアリース）
- HOTOTOGISU -滅せぬもののあるべきか-（池田 英理）[29]
- さくら、咲きました。（卯月 歩鳥）[30]
- リヴォルバーガール☆ハンマーレディ（ジェイジェイ）[31]
- 第二音楽室へようこそっ!!（大河内 宏美）[32]
- かみデレ（宵宮シュリー）[33]
- 流星のアーカディア(龍造寺 小鞠)[34]
- 戦極姫4〜争覇百計、花守る誓い〜（今川氏真[35]、織田信長[36]、高橋紹運[37]）

#### 2013年
- 虚ノ少女（山ノ内 小春）[38]
- 星彩のレゾナンス（遠山 神住）[39]
- えすっ娘クイーン 〜会長のメイド達〜（阿李亜 礼子）[40]
- ナイものねだりはもうお姉妹（葛城 穂鳥）[41]
- 聖エステラ学院の七人の魔女（滝沢 茉奈）[42]
- ジーザス13th -喪失われた学園-（クリスティーナ・サンチェス・デ・サラサーテ）
- 御伽話は闇の中（祀 月夜）
- 恋めくりクローバー ミニファンディスク（新名 あやみ）
- 三極姫3 〜天下新生〜（趙雲[43]、鳳徳[44]）
- 俺と彼女がミステリーな件について（羽鳥 アリス）
- 改造少女 ～ロボっ娘とのいちゃいちゃ性活～（プラティーヌ）
- 館 ～官能奇譚～（善桜寺 綾女）
- 巨乳ファンタジー外伝2（アフロディア）
- 戦極姫5 ～戦禍断つ覇王の系譜～（織田 信長、今川 氏真、高橋 紹運）
- 戦場のフォークロア -亡国の騎士団-（ブレンダ・オーレン）
- アマネェ！ ～トモダチンチでこんな事になるなんて！～　（結衣）

#### 2014年
- Festival ～つるみくウォーズ～（池田 英理）
- ももいろ性癖開放宣言!（四月一日 忍）
- くのいちが如く 脱がせ! 爆乳ニンジャーズ!（吉原 くるわ）
- デモニオンII ～魔王と三人の女王～（サファイア）
- 超催眠術学園（伏見 青葉）
- ジンコウガクエン2（聡）
- 新世黙示録 －Death March－（荒渡 琉華）
- 超昂天使エスカレイヤー・リブート（霧谷 遼子）
- なまイキ ～生粋荘へようこそ!～（蒼海 瑠璃香）
- 天極姫 ～新世大乱・双界の覇者達～（織田 信長）
- カスタムレイドV SE リメイク版（おっとり穏やか）
- あの晴れわたる空より高く（伊吹 那津奈）
- ユニオリズム・カルテット（マリエル・エステリード）

#### 2015年
- 倶楽部D（渡来 美琴）
- パニカル・コンフュージョン（天道 マリア）
- 戦極姫6 ～天下覚醒、新月の煌き～（織田 信長、高橋 紹運）
- イブニクル（サイレント）
- ウルスラグナ ～征戦のデュエリスト～（金剛院 綾）
- 出動!! 変態勇者パンティー仮面!!（クルスリア）
- お嬢様と秘密の乙女（神水守 藍璃）
- 巨乳ファンタジー デジタルノベライズ版（アフロディア）
- ランス03 リーザス陥落（アテン・ヌー、エレノア・ラン）
- 学園3 ～華麗なる悦辱～ インモラルエディション（鳳 美鈴）

#### 2016年
- 戦御村正 -剣の凱歌-（テュールアドルファ、トリスタンサマヴィル）
- 無限煉姦 ERE（マリー）
- 恋するお嬢様はエッチな花嫁（織山 花見）
- もうすぐ夏休み!2（北原 公子）
- 戦極姫7 ～戦雲つらぬく紅蓮の遺志～（高橋 紹運）
- ユニオリズム・カルテット A3-DAYS（マリエル・エステリード）
- HOTOTOGISU ～ULTRA PATRIOT～（池田 英理）
- シンソウノイズ ～受信探偵の事件簿～（祖母）

#### 2017年
- 戦御村正 -剣の凱歌- DX（テュールアドルファ、トリスタンサマヴィル）
- 神様のゲーム －監禁された6人の男女－（円成寺 椿）
- 裏教師 ～背徳の淫悦授業～ インモラルエディション（牧野 貴子）

#### 2019年
- イブニクル2（ヒイラギ）
- 母爛漫（和倉 繭子）
- 大戦御村正 -魔人覚醒-（トリスタン・サマヴィル、ヴイクトリア・クイーンズラント）
- 姫と穢欲のサクリファイス（アンリ・フランセル）
- 姦淫特急連結セット ～肉欲のクルーズトレインの旅～（九条 時子）
- 殻ノ少女《FULL VOICE HD SIZE EDITION》（山之内 小春）

#### 2020年
- 館 ～官能奇譚～ インモラルエディション（善桜寺 綾女）
- 絶対女帝都市 ～叛逆の男・カムイ～（ジンリー）
- 虚ノ少女《NEW CAST REMASTER EDITION》（山之内 小春）
- 天ノ少女（山之内 小春[45]）

#### 2022年
- 奥さまの回復術（瑠衣）[46]

#### 2024年
- 艶嬢学園2 ～熾天使たちの花園～（易永 鈴端）

### ソーシャルゲーム
- 超昂大戦 エスカレーションヒロインズ（ビートジェネラル・ミストレーヌ / 高円寺 遼子）[47]

### OVA
- 陰湿オタクにイカれる妹（彼女） 痴漢調教（街の人達）[48]
- 豚姫様（イレーナ）
- 都合のよいセックスフレンド? 〜SF戦争勃発!! 私の武器はこの身体編〜（遠藤 真貴子）[49]
- 都合のよいセックスフレンド? 〜激撮!密着SF24時!? エロエロ捜査最前線編〜（遠藤 真貴子）[50]
- 姦染 Ball Buster The Animation（ラクロス部女子）[51]
- アマネェ! ～トモダチンチでこんな事になるなんて!～（結衣）

### ドラマCD
- カガクなヤツら（笹間）※『チャンピオンRED いちご』2012年3月号付録

## ラジオ
- とら＠すぱラジオ :メインパーソナリティ[52]
- あな☆ラジ :2012年6月マンスリーパーソナリティ